# Rubus perrobustus
Rubus perrobustus är en rosväxtart som beskrevs av J. Holub. Rubus perrobustus ingår i släktet rubusar, och familjen rosväxter. Inga underarter finns listade i Catalogue of Life.